# Palacete de Moreno Benítez
El palacete de Moreno Benítez es un edificio tipo casa palacio en el número 64 del paseo de la Castellana de Madrid. Fue promovido por el financiero del mismo nombre y construido por Joaquín Saldaña en 1904 siguiendo el estilo Belle Époque. Se trata de uno de los últimos vestigios de la arquitectura palaciega en la principal arteria de la ciudad, que llegó a tener unos cincuenta palacetes de los que ahora quedan doce.

## Historia y descripción
Toma su nombre por Juan Moreno Benítez, político y financiero madrileño (Madrid, 1822-íb., 1887) que, siendo Alcalde de la Villa, creó el cuerpo de agentes del Orden Público y estableció un empadronamiento a las casas de huéspedes y viajeros. Fue propiedad de la Administración General del Estado desde 1982. En 2015 se pone a la venta mediante subasta pública organizada por la Sociedad Mercantil Estatal de Gestión Inmobiliaria de Patrimonio (SEGIPSA). Fue ganada por el grupo inversor Caboel SLU por 13,5 millones de euros. Dicha sociedad patrimonial es propiedad de las familias Carbó, Bonet y Elías, antiguos propietarios del grupo de distribución catalán Caprabo. En 2018 fue alquilado por la empresa inmobiliaria británica Intu Properties.
El inmueble fue erigido en 1904 por José Luis Gallo y Díez de Bustamante, abogado y diputado a cortes en numerosas ocasiones, además de consejero de Agricultura, Industria y Comercio. Fue diseñado por el arquitecto Joaquín Saldaña. Consta de cinco plantas y una superficie construida de 1341 m². Conserva su fachada original, de estilo Belle Époque. El inmueble obtuvo la licencia como uso de oficinas en 2005. Fue la sede de los Servicios Centrales de la Secretaría de Estado de Seguridad, dependiente del Ministerio del Interior. Se acometieron varias reformas tanto del interior como del exterior, que ampliaron el espacio en la parte posterior respetando la imagen hacia la Castellana del edificio original. Se conserva la caseta de control y la verja exterior.
En el cercano número 58 del paseo de la Castellana se encuentra el antiguo palacete de los duques de Híjar, también proyectado por Saldaña y construido en 1908.